# شهرستان جیانلی
شهرستان جیانلی (به لاتین: Jianli County) یک منطقهٔ مسکونی در چین است که در جیانگژو واقع شده‌است. شهرستان جیانلی ۳٬۵۰۸ کیلومتر مربع مساحت و ۱٬۱۶۲٬۷۷۰ نفر جمعیت دارد.